# Hampshire College
Das Hampshire College in Amherst, Massachusetts, ist eine Privatuniversität für die Freien Künste.
Das Hampshire College wurde 1970 eröffnet als Experiment in alternativer Bildung, im Verbund mit vier weiteren Colleges im "Pioneer Valley": Amherst College, Smith College, Mount Holyoke College und der University of Massachusetts Amherst. Gemeinsam bilden diese das Five College Consortium.